# Яковлєв Петро Іонович
Петро Іонович Яковлєв (22 лютого 1921 року, село Онньос, Вілюйський округ, Якутська область — 7 листопада 1978 року, село Онньос, Амгино-Нахаринський наслег, Амгинський район, Якутська АРСР) — дояр радгоспу «Амгинський» Амгинського району, Якутська АРСР. Герой Соціалістичної Праці (1976). Заслужений працівник сільського господарства Якутської АРСР. Почесний громадянин Амгинського улусу.

## Біографія
Народився 22 лютого 1921 року в селянській родині в селі Онньос Якутській області (сьогодні — Амгино-Нахаринський наслег Амгинского улусу). Брав участь у Другій світовій війні снайпером-розвідником у складі 801-го стрілецького полку 235-ї стрілецької дивізії. Після демобілізації повернувся в Якутію, де вступив на заочне відділення Якутського педагогічного училища, яке закінчив у 1955 році. Працював учителем.
У 1960 році за всесоюзною ініціативою Валентини Гаганової, що закликала передовиків виробництва перейти на роботу у відстаючі колективи, щоб підняти їх продуктивність до передового рівня, переїхав в радгосп «Амгинський», де став працювати дояром на комсомольсько-молодіжній молочній фермі. Перший у Якутії отримав від кожної фуражної корови в середньому по 5,5 тисяч кг молока. За результатами 7-ї і 8-ї п'ятирічок нагороджений Орденом «Знак Пошани» та Орденом Леніна і за трудову доблесть у зимовий період 1972—1973 років — другим орденом Леніна.
За видатні успіхи, досягнуті у Всесоюзному соціалістичному змаганні, виявлену трудову доблесть у виконанні планів і соціалістичних зобов'язань по збільшенню виробництва і продажу державі зерна та інших сільськогосподарських продуктів в 1976 році удостоєний звання Героя Соціалістичної Праці указом Президії Верховної Ради СРСР від 23 грудня 1976 року з врученням ордена Леніна і золотої медалі «Серп і Молот».
Неодноразово брав участь у Всесоюзній виставці ВДНГ.
Обирався депутатом Верховної Ради Якутської АРСР. Делегат XVI з'їзду профспілок СРСР.
Помер 7 листопада 1978 року в рідному селі.
Нагороди
- Герой Соціалістичної Праці
- Орден Леніна — тричі (08.04.1971; 06.09.1973; 23.12.1976)
- Орден «Знак Пошани» (22.03.1966)
- Медаль «За відвагу» (16.12.1942)

Пам'ять
У селі Онньос встановлено бюст Героя Соціалістичної Праці.